# Деміна (річка)
Деміна (рос. Демина) — річка в Росії, у Курчатовському районі Курської області. Права притока Сейму (басейн Дніпра).

## Опис
Довжина річки 13 км, площа басейну 42 км².

## Розташування
Бере початок на південному заході від села Болваново. Тече переважно на південь через Соглаєво та Жмакино й у Дроняєвому впадає у річку Сейм, ліву притоку Десни.
Населені пункти вздовж берегової смуги: Афанасіївка, Дурнево.

## Цікавий факт
В кінці XIX століття на річці працювали 2 водяних та 5 вітряних млинів[джерело?].